# Thomonde
Thomonde este o comună din arondismentul Hinche, departamentul Centre, Haiti, cu o suprafață de 359,91 km2 și o populație de 56.274 locuitori (2009).